# Eddo Rosenthal

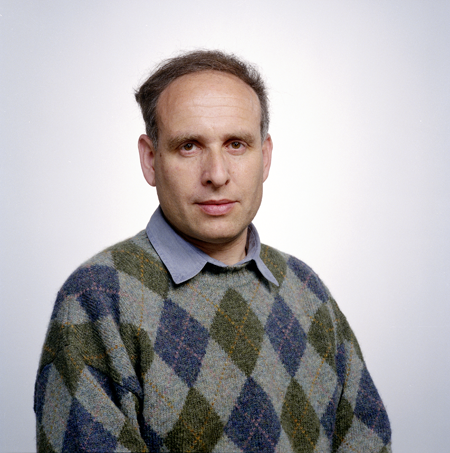
Eddo Rosenthal in 1992

Eddo Rosenthal (Amsterdam, 11 maart 1947) is een Nederlands journalist.
Rosenthal studeerde economie in Amsterdam en werd in 1971 correspondent in Israël. Hij was daar freelancer voor onder andere Het Vrije Volk, Haagse Post en IKON. Van 1974 tot 1997 was hij correspondent voor de Volkskrant. In 1976 werd Rosenthal daarnaast correspondent voor het NOS-journaal in Israël. Hij begon onder Ed van Westerloo en was samen met Hans van der Werf de eerste buitenlandcorrespondent voor de NOS.
In zijn jaren als correspondent deed Rosenthal verslag van vele oorlogen en conflicten in het Midden-Oosten. In 1998 werd hij tijdens een Palestijnse demonstratie in Oost-Jeruzalem aan zijn kin geraakt door een rubberen kogel van de Israëlische oproerpolitie. Rosenthal was niet ernstig gewond, maar het was voor hem een soort keerpunt. Zijn incasseringsvermogen verminderde en hij leed aan posttraumatische klachten. 
Rosenthal bleef tot aan zijn pensioen op 1 mei 2007 voor de NOS verslag doen. Hij werd opgevolgd door Sander van Hoorn. 
Rosenthal, die een Joodse achtergrond heeft, is na zijn pensionering in Israël blijven wonen. In een vraaggesprek verklaarde hij dat hij dit doet omwille van zijn vrouw, kinderen en kleinkinderen, maar dat hij zelf liever in Amsterdam zou gaan wonen. Hij geeft er regelmatig blijk van somber gestemd te zijn over Israël, hij meent dat Israël "aan zichzelf ten onder dreigt te gaan", onder andere doordat volgens hem de Arabische minderheid al bijna zestig jaar door de overheid gediscrimineerd wordt, en uiteindelijk waarschijnlijk in een opstand zal komen die het einde van het land kan betekenen.